# Jimmy Britt
James Edward Britt (São Francisco, 5 de agosto de 1879 - 21 de janeiro de 1940) foi um pugilista americano, pretenso campeão mundial dos pesos-leves entre 1904 e 1905.

## Biografia
Jimmy Britt começou a boxear em 1902, tendo conseguido derrotar gigantes como Kid Lavigne, Frank Erne e Young Corbett II, logo no começo de sua carreira. Lutador  bastante determinado, foram através dessas vitórias contra adversários da primeira linha, que em apenas dois anos e meio, com apenas dez lutas no cartel, Britt já havia conseguido se qualificar para disputar um título mundial.
Subindo ao ringue contra o campeão mundial dos pesos-leves Joe Gans, em meados de 1904, Britt teve sua primeira chance de tirar o título da mãos de Gans. Nocauteando o campeão quatro vezes, no decorrer de cinco assaltos, Britt tinha a vitória assegurada em suas mãos. Contudo, na quarta vez em que conseguira derrubar Gans, Britt cometeu o erro de golpear o campeão, enquanto este ainda se levantava do chão. Desqualificado por causa deste seu golpe irregular, Britt acabou deixando escapar o título mundial.
Apenas dois meses após sua derrota para Gans, através de uma vitória sobre o pugilista dinamarquês Battling Nelson, Britt resolvera reclamar para si o título de campeão mundial branco dos pesos-leves. Em seguida, enquanto Joe Gans buscava se tornar campeão mundial dos meios-médios, Britt derrotou o campeão britânico dos pesos-leves Jabez White e passou a proclamar-se como o novo campeão mundial da categoria.
Britt então defendeu seu pretenso título mundial contra Kid Sullivan, em meados de 1905, porém pouco tempo depois, acabou sendo nocauteado por Battling Nelson, que assim lhe tomou seu título. Então, já no início de 1906, Joe Gans incitou publicamente Britt, visando a realização de uma segunda luta entre os dois. Meticuloso na escolha de suas lutas, Britt preferiu recuperar sua imagem arranhada pela derrota para Nelson, mediante um duelo contra o respeitabilíssimo Terry McGovern.
Lutando dez assaltos contra o ex-campeão mundial dos pesos-penas, Britt até fez McGovern ir à lona no quinto assalto, porém não conseguiu obter a vitória no fim, uma vez que a luta terminou sem resultado. Os jornais noticiaram um empate.
Posteriormente, no transcorrer de 1906, Joe Gans derrotou Battling Nelson, de maneira a terminar com as contestações à cerca da integridade de seu título mundial, que haviam sido iniciadas desde a vitória de Briit sobre Nelson, no final de 1904.
Assim sendo, em meados de 1907, Britt decidiu subir ao ringue uma terceira vez contra Battling Nelson, obtendo uma importante vitória, que o colocou em posição desafiar, uma vez mais, o título mundial de Joe Gans. Ocorrido ainda em 1907, esse segundo encontro entre Gans e Britt terminou com uma vitória fácil de Gans, depois de Britt ter sofrido uma fratura no punho durante o quarto assalto.
Depois de sua derrota para Gans, Britt lutou uma quarta vez contra Battling Nelson, em um combate que terminou sem resultado. Britt decidiu se aposentar em 1909, após sofrer duas derrotas seguida para Johnny Summers. Uma vez longe dos ringues de boxe, o pugilista Britt passou a ser atração da vaudeville, aonde se tornou um astro bastante popular.
Com a eclosão da Primeira Guerra Mundial, Britt juntou-se às tropas aliadas, tendo inclusive participado nos conflitos da fracassada Campanha de Galípoli. Terminada a guerra, Britt retornou à sua cidade natal de São Francisco, aonde veio a conseguir ganhar muito dinheiro investindo em imóveis. Britt faleceu em 1940, aos 60 anos.